# بين كلارك (لاعب اتحاد الرغبي)
بين كلارك (بالإنجليزية: Ben Clarke)‏ هو لاعب اتحاد الرغبي بريطاني، ولد في 15 أبريل 1968 في بيشوب ستورتفورد ‏ في المملكة المتحدة.

## وصلات خارجية
- بين كلارك على موقع دوري الرغبي الممتاز (الإنجليزية)
- بين كلارك عل موقع إسبنسكروم (الإنجليزية)